# Cajamarca affinis
Cajamarca affinis is een hooiwagen uit de familie Gonyleptidae. De wetenschappelijke naam van Cajamarca affinis gaat terug op Roewer.